# 順化 (福井市)
順化（じゅんか）は、福井県福井市の地名。現行行政町名では順化一丁目及び順化二丁目が設置されている。福井県を代表する歓楽街である。

## 地理
福井市市街地の中央部に位置し、不死鳥ブロックに属する。片町とも呼ばれ、北陸地方の代表的な歓楽街の一つである。北で春山、北東の裁判所前交差点の一点で宝永、東で大手、南で中央、西で照手、北西の大仏前交差点上の一点で花月と接する。大部分が商業地であり、一丁目から二丁目東部にかけては旧町名のひとつである片町の名で親しまれる。二丁目西部から春山に繋がる呉服町通り沿いは繊維関係の企業も多い。

## 歴史
1967年（昭和42年）、錦町と佐佳枝町一丁目から四丁目・大和町・佐久良町・呉服町・西呉服町の各一部から成立した。

## 交通

### 鉄道
- 福井鉄道福武線の路面電車が東境東側のフェニックス通り沿いを通る[2]。福井城址大名町駅（大手三丁目）が設置されている。

### 道路
- 福井県道5号福井加賀線（芦原街道・中央大通り）
- 福井県道30号福井丸岡線（フェニックス通り）
- 福井県道115号殿下福井線（さくら通り）
- 呉服町通り

## 施設
- 福井銀行本店
- 福邦銀行本店
- 福井錦町郵便局
- 妙楽寺 - 真宗大谷派の寺院。
- 慶福寺 - 真宗大谷派の寺院。
- 金光教福井教会
- 錦公園
- 照手緑地